# كيمياء الفوليرين

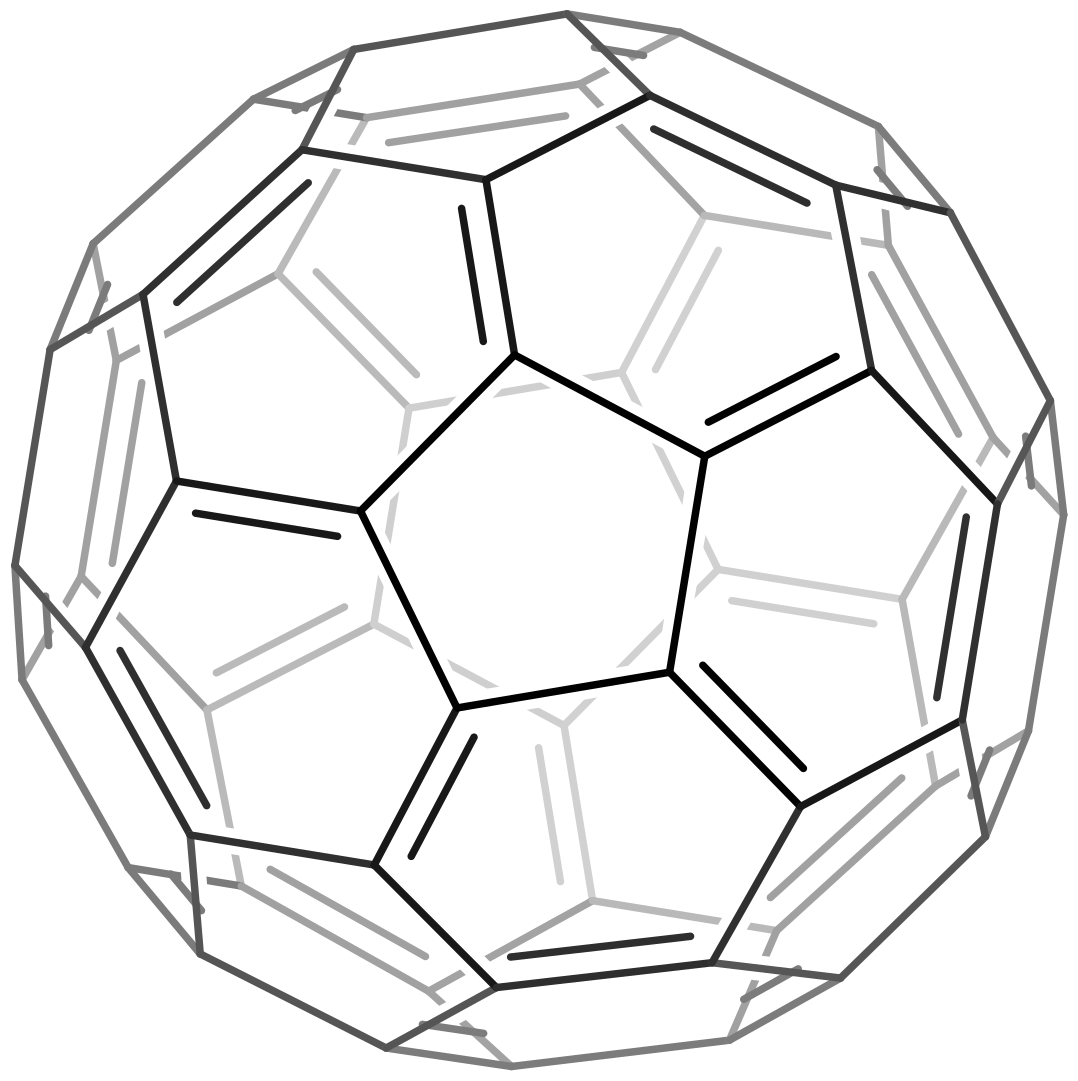
تم إضافة صورة للمقال

كيمياء الفوليرين هي مجال من الكيمياء العضوية يدرس الخواص الكيميائية للفوليرين.الغاية من البحث في هذا المجال هي الحاجة إلى تفعيل الفوليرينات وضبط خصائصها. على سبيل المثال، يعتبر الفوليرين ضعيف الانحلال بشكل ملحوظ ويمكن أن تؤدي إضافة مجموعة مناسبة إلى زيادة الانحلالية. يمكن الحصول على بوليمر الفوليرين عن طريق إضافة مجموعة قابلة للبلمرة. تنقسم الفوليرينات الوظيفية إلى فئتين: خوارج الفوليرينات مع متبادلات خارج القفص ودواخل الفوليرينات مع جزيئات محصورة داخل القفص.
تتناول هذه المقالة كيمياء ما يسمى «كرات البوكي»، بينما تغطي كيمياء الأنابيب النانوية الكربونية مجال الأنابيب النانوية الكربونية.

## الخواص الكيميائية للفوليرين
الفوليرين أو C60 مركب له شكل كرة القدم يتألف من 12 خماسي أضلاع و20 سداسي أضلاع. وفقًا لمميزة أويلر، تعد خماسيات الأضلاع الـ12 مطلوبة لإغلاق شبكة الكربون التي تتكون من عدد n من سداسيات الأضلاع وC60 وهو أول فوليرين مستقر لأنه أصغر شكل يمكنه تحقيق هذه القاعدة. في هذه البنية، لا تتصل أي من خماسيات الأضلاع مع بعضها البعض. يتبع كل من C60 وC70 المجاور له ما يسمى قاعدة الخماسي المعزول. يحتوي المتماثل C84 على 24 متصاوغ يتبع قاعدة الخماسي المعزول ومعظمها معزولة، و51,568 متصاوغ آخر لا تتبع قاعدة الخماسي المعزول. لم يتم عزل الفوليرينات التي لا تتبع قاعدة الخماسي المعزول حتى الآن إلا بشكل فوليرينات داخلية الأوجه مثل Tb3N@C84 الذي يحوي خماسيي أضلاع ملتحمين في قمة القفص على شكل بيضة. أو على شكل فوليرينات خارجية الأوجه مستقرة مثل C50Cl10 وC60H8. لا تخضع الفوليرينات التي تحتوي على أقل من 60 ذرة كربون لقاعدة الخماسي المعزول.
بسبب الشكل الكروي للجزيء، تكون ذرات الكربون هرمية للغاية، ما يشكل عواقب بعيدة المدى على التفاعلية. تشير التقديرات إلى أن طاقة الإجهاد تشكل 80% من حرارة التكوين. تستجيب ذرات الكربون المترافقة للانحراف عن المستوي عن طريق إعادة التهجين المداري لمدارات sp² والروابط باي إلى مدارsp2.27 مع زيادة في مجالات p. تمتد المدارات p لتبرز خارج السطح أكثر مما تمتد إلى داخل الكرة وهذا أحد الأسباب التي تكسب الفوليرين صفة الكهرسلبية.
ليست كل الروابط الثنائية في الفوليرين متشابهة. يمكن تحديد مجموعتين: تربط 30 [6،6] رابطة ثنائية بين كل سداسيي أبعاد وتربط 60 [5،6] رابطة بين سداسي الأبعاد وخماسي الأبعاد. من بين الاثنتين، تكون الروابط [6،6] أقصر مع زيادة عدد الروابط الثنائية وبالتالي غالبًا ما يمثل سداسي الأضلاع سايكلوهكساترين وخماسي الأضلاع بنتالين أو راديالين. بعبارة أخرى، رغم أن كل ذرات الكربون في الفوليرين مترافقة، البنية الفوقية ليست مركبًا عطريًا فائقًا. تبلغ قيم حيود الأشعة السينية لطول الروابط 139.1 بيكومتر للروابط [6،6] و 145.5 بيكومتر للروابط [5،6].

## تفاعلات الفوليرين

### الإضافات النيوكليوفيلية
يتفاعل الفوليرين كإلكتروفيل مع مجموعة من النيوكليوفيلات في الإضافات النيوكليوفيلية. يتعرض الأنيون الكربوني الوسيط المتشكل لهجوم من قبل إلكتروفيل آخر. من الأمثلة على النيوكليوفيلات كواشف غرينيار وكواشف الليثيوم العضوية. على سبيل المثال، يتوقف تفاعل C60 مع كلوريد ميثيل مغنيزيوم كميًا عند مقرب الخماسي مع مجموعات الميثيل المتمركزة حول أنيون سيكلوبنتادينيل الذي يتبرتن لاحقًا. من التفاعلات النيوكليوفيلية الأخرى تفاعل بينغل. يتفاعل الفوليرين مع كلوروبنزين وكلوريد الألومنيوم في تفاعل ألكلة فريدل-كرافتس.

### التفاعل حول الحلقي
تتفاعل روابط [6،6] من الفوليرينات كدايينات أو داينوفيلات في الإضافات الحلقية مثل تفاعلات ديلز-ألدر. يمكن الحصول على الحلقات المكونة من 4 أجزاء بواسطة الإضافات الحلقية [2 + 2] مع البنزين مثلًا. من الأمثلة على الإضافة الحلقية 3،1-ثنائية القطبية إلى حلقة مكونة من 5 أجزاء تفاعل براتو.

### الهدرجة
يتهدرج الفوليرين بسهولة بعدة طرق. من الأمثلة على مركبات الهيدروفوليرين C60H18 وC60H36، لكن يعتبر C60H60 المهدرج بالكامل مركب افتراضي بسبب الإجهاد الكبير. الفوليرينات المهدرجة للغاية ليست مستقرة، إذ أن هدرجة الفوليرين طويلة الأمد عن طريق التفاعل المباشر مع غاز الهيدروجين في ظروف درجة حرارة عالية تؤدي إلى تجزئة القفص. في مرحلة التفاعل النهائية، يسبب ذلك انهيار هيكل القفص مع تكوين هيدروكربونات عطرية متعددة الحلقات.

### الأكسدة
رغم أن أكسدة الفوليرين أكثر صعوبة من إرجاعه، تكون ممكنة مثلًا مع الأكسجين وأكسيد الأوزميوم الثماني.

### إضافة الهيدروكسيل
يمكن إضافة هيدروكسيل إلى الفوليرين للحصول على الفوليرينول أو الفوليرول. تعتمد قابلية الذوبان في الماء على العدد الإجمالي لمجموعات الهيدروكسيل التي يمكن إرفاقها. تتمثل إحدى الطرق في تفاعل الفوليرين في حمض الكبريتيك المخفف ونترات البوتاسيوم لينتج C60(OH)15. من الطرق الأخرى التفاعل في هيدروكسيد الصوديوم المخفف بوجود حفاز من تترابوتیل أمونیوم هیدروکسید لإضافة 24 إلى 26 مجموعة هيدروكسيل. أجريت أيضًا عملية إضافة الهيدروكسيل باستخدام هيدروكسيد الصوديوم/بيروكسيد الهيدروجين الخالي من المذيبات. حُضر C60(OH)8 باستخدام تفاعل متعدد الخطوات يبدأ من خليط من الفوليرين والبيروكسيد. يبلغ الحد الأقصى لعدد مجموعات الهيدروكسيل التي يمكن إرفاقها (طريقة بيروكسيد الهيدروجين) 36-40 مجموعة.

### الإضافات الإلكتروفيلية
يشارك الفوليرين في تفاعلات الإضافات الإلكتروفيلية أيضًا. يمكن للتفاعل مع البروم أن يضيف نحو 24 ذرة بروم إلى الكرة. حامل الرقم القياسي لأكبر عدد من ذرات الفلور المُضافة هو C60F48 وفقًا للتوقعات في السيليكون، قد يكون لدى C60F60 بعض ذرات الفلور موجودة في مواضع داخلية (نحو الداخل) وقد يشبه الأنبوب أكثر من الكرة.

### تفاعلات الحذف
أجريت دراسات حول بروتوكولات إزالة المتبادلات عن طريق تفاعلات الحذف بعد أن تكون قد حققت غرضها. من الأمثلة على ذلك تفاعل بينغل الارتجاعي وتفاعل براتو الارتجاعي.

### إضافات الكاربين
يتفاعل الفوليرين مع الكاربينات لتشكل ميثانوفوليرينات. أجري تفاعل الفوليرين مع ثنائي كلورو الكربين (الذي حُصل عليه من التحلل الحراري لثلاثي كلورو أسيتات الصوديوم) لأول مرة في عام 1993. تحدث الإضافة واحدة على طول الرابطة [6،6].

### إضافات الجذور
يمكن اعتبار الفوليرينات نابشات جذرية. مع جذر هيدروكربوني بسيط مثل جذر ثالثي بوتيل (tBu) الذي يُحصل عليه عن طريق التفكك الحراري أو التفكك الضوئي لمركبات طليعية مناسبة، يتكون جذر tBuC60 الذي يمكن دراسته. لا يتمركز الإلكترون غير المتزاوج في الكرة بأكملها بل يتخذ مواقع بالقرب من المتبادل tBu.